# مرضیه پرورش‌نیا
مرضیه پرورش نیا (زادهٔ ۱۵ اردیبهشت ۱۳۷۸) ورزشکار رشته تیراندازی تراپ و عضو تیم ملی تیراندازی ایران است.

## افتخارات
مدال نقره تراپ انفرادی در بازی‌های آسیایی جوانان ۲۰۱۳ در نانجینگ (چین)
مدال نقره مسابقات قهرمانی اهداف پروازی آسیا ۲۰۲۴ در جاکارتا در ماده تیمی میکس
مدال برنز جام جهانی تیراندازی ۲۰۲۳ در آلماتی قزاقستان در ماده تیمی میکس

## بازی‌های آسیایی
|        | میزبان             | ورزشکار         | رویداد       | مقدماتی | مقدماتی | فینال       | فینال       |
| امتیاز | میزبان             | ورزشکار         | رویداد       | رتبه    | امتیاز  | رتبه        |             |
| ------ | ------------------ | --------------- | ------------ | ------- | ------- | ----------- | ----------- |
| ۲۰۱۴   | اینچئون، کره جنوبی | مرضیه پرورش نیا | تراپ انفرادی | ۶۶      | ۱۰      | راه نیافت   | راه نیافت   |
| ۲۰۱۴   | اینچئون، کره جنوبی | مرضیه پرورش نیا | تراپ تیمی    | ۱۹۲     | ۴       | راه نیافتند | راه نیافتند |
| ۲۰۲۲   | هانگژو، چین        | مرضیه پرورش نیا | تراپ انفرادی | ۱۰۵     | ۱۷      | راه نیافت   | راه نیافت   |